# Thèse Duhem-Quine

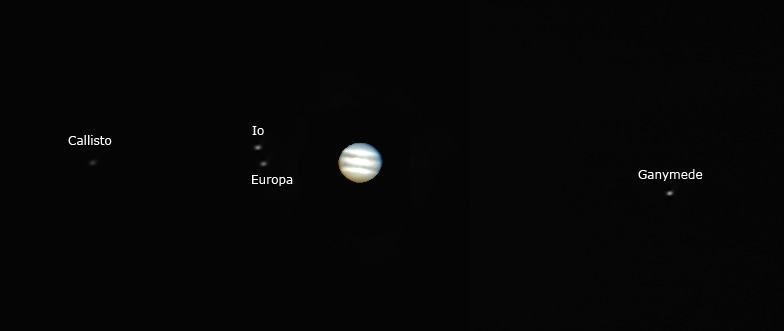
Les quatre lunes de Jupiter vues à travers un petit télescope. Leur observation par Galileo Galilei a soutenu un ensemble d'hypothèses concernant la nature du système solaire, que les autorités papales ont niées en faveur d'un ensemble différent.

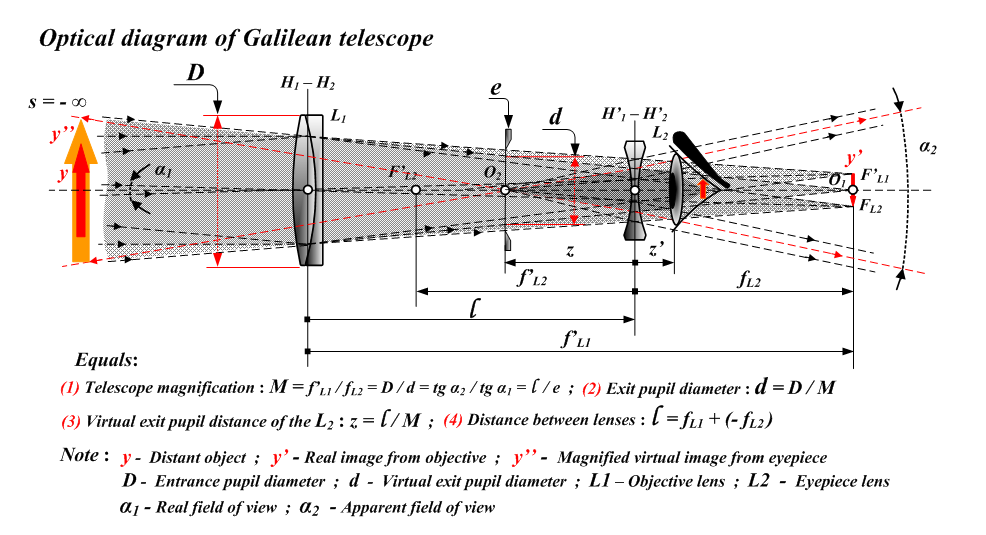
Le fonctionnement optique géométrique du télescope galiléen ne se prête pas à la création d'images fictives. Les illustrations suivantes de Galilée réfutent donc l’un des deux faisceaux d’hypothèses alternatives.

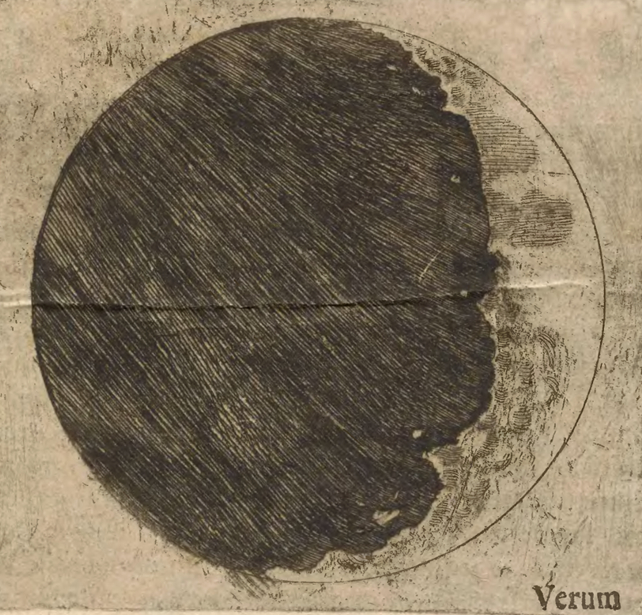
Le croquis de Galilée représentant les montagnes sur la lune faucille, tel que publié dans Sidereus Nuncius

En philosophie des sciences, la thèse Duhem-Quine, également appelée problème Duhem-Quine, postule qu'il est impossible de tester expérimentalement une hypothèse scientifique de manière isolée, car un test empirique de l'hypothèse nécessite une ou plusieurs hypothèses de base (également appelées hypothèses auxiliaires) : la thèse dit que les falsifications scientifiques sans ambiguïté sont impossibles. Elle porte le nom du physicien théoricien français Pierre Duhem et du logicien américain Willard Van Orman Quine, qui ont écrit sur des concepts similaires.
Au cours des dernières décennies, l'ensemble des hypothèses associées qui soutiennent une thèse est parfois appelé "faisceau d'hypothèses". Bien qu'un faisceau d'hypothèses (c'est-à-dire une hypothèse et ses hypothèses de base) dans son ensemble puisse être testé par rapport au monde empirique et être falsifié s'il échoue au test, la thèse de Duhem-Quine affirme qu'il est impossible d'isoler une seule hypothèse dans le faisceau, un point de vue appelé holisme de confirmation.

## Aperçu
La thèse Duhem-Quine soutient qu’aucune hypothèse scientifique n’est à elle seule capable de faire des prédictions. Au lieu de cela, dériver des prédictions à partir de l’hypothèse nécessite généralement des hypothèses de base selon lesquelles plusieurs autres hypothèses sont correctes – qu’une expérience fonctionne comme prévu ou que la théorie scientifique antérieure est exacte. Par exemple, pour réfuter l’idée selon laquelle la Terre est en mouvement, certains ont objecté que les oiseaux ne sont pas projetés dans le ciel lorsqu’ils lâchent une branche d’arbre. Les théories ultérieures de la physique et de l'astronomie, telles que les mécaniques classique et relativiste, ont pu rendre compte de telles observations sans postuler une Terre fixe, et ont finalement remplacé les hypothèses auxiliaires et les conditions initiales statiques de la Terre.
Bien qu'un ensemble d'hypothèses (c'est-à-dire une hypothèse et ses hypothèses de base) dans son ensemble puisse être testé par rapport au monde empirique et être réfuté s'il échoue au test, la thèse Duhem-Quine dit qu'il est impossible d'isoler une seule hypothèse dans l'ensemble. Une solution au dilemme auquel sont confrontés les scientifiques est que lorsque nous avons des raisons rationnelles d'accepter les hypothèses de base comme vraies (par exemple les théories scientifiques explicatives avec leurs preuves respectives à l'appui), nous aurons des raisons rationnelles - quoique non concluantes - de penser que la théorie testée est probablement erronée sur au moins un point si le test empirique échoue.
Comme Allan Franklin le comprend,

« Considérons le modus ponens. Si une hypothèse h implique une preuve e, alors pas e implique pas h. Comme Duhem et Quine, de manière légèrement différente, l'ont souligné, ce n'est pas h seul qui entraîne e, mais plutôt h et b, qui entraînent e, où b est la connaissance de base. Ainsi, pas e entraîne pas h ou pas b, et on ne sait pas où mettre le pas. [sic] »

,.

## Exemple de l'astronomie galiléenne
Les travaux de Galileo Galilei sur l'application du télescope à l'observation astronomique ont été rejetés par des sceptiques influents. Ils ont nié la véracité de ses rapports les plus surprenants, comme celui selon lequel il y avait des montagnes sur la Lune et des satellites autour de Jupiter. En particulier, certains philosophes éminents, notamment Cesare Cremonini, ont refusé de regarder à travers le télescope, arguant que l'instrument lui-même aurait pu introduire des artéfacts produisant l'illusion de montagnes ou de satellites invisibles à l'œil nu. Négliger de telles possibilités équivalait à une sous-détermination dans laquelle l'argument en faveur des artefacts optiques pouvait être avancé comme étant d'égale valeur aux arguments en faveur de l'observation de nouveaux effets célestes. Sur un principe similaire, à l'époque moderne, une opinion répandue est que « des affirmations extraordinaires exigent des preuves extraordinaires ».
Au début du XVIIe siècle, la version moderne de la thèse de Duhem-Quine n'avait pas été formulée, mais des objections de bon sens à des hypothèses auxiliaires implicites aussi élaborées et ad hoc ont été soulevées. Pour commencer, le mécanisme des télescopes (galiléens) avait été expliqué en termes d'optique géométrique et la nature des objets qu'ils imageaient était cohérente ; par exemple, un lac lointain ne ressemblerait pas à un arbre vu à travers un télescope. Le comportement des télescopes sur Terre a nié toute base permettant d'affirmer qu'ils pourraient créer des artefacts systématiques dans le ciel, tels que des satellites apparents qui se comportaient de manière prévisible comme les lunes joviennes. Les preuves n'offraient également aucune base suggérant qu'ils pourraient présenter d'autres artefacts plus élaborés, fondamentalement différents des satellites, tels que des montagnes lunaires projetant des ombres variant de manière cohérente avec la direction de l'éclairage solaire.
Dans la pratique, la politique et la théologie de l’époque déterminaient l’issue du conflit, mais la nature de la controverse était un exemple clair de la façon dont différents ensembles d’hypothèses auxiliaires (généralement implicites) pouvaient soutenir des hypothèses mutuellement incohérentes concernant une même théorie. Quelle que soit la version de la thèse Duhem-Quine, il est donc nécessaire d'étudier la défendabilité des hypothèses auxiliaires, ainsi que de l'hypothèse principale, pour arriver à l'hypothèse de travail la plus viable.

## Pierre Duhem
Aussi populaire que puisse être la thèse Duhem-Quine en philosophie des sciences, en réalité Pierre Duhem et Willard Van Orman Quine ont énoncé des thèses très différentes. Duhem pensait que ce n'est que dans le domaine de la physique qu'une seule hypothèse individuelle ne peut pas être isolée pour être testée. Il affirme sans équivoque que la théorie expérimentale en physique n’est pas la même que dans des domaines comme la physiologie et certaines branches de la chimie. De plus, la conception de Duhem du « groupe théorique » a ses limites, puisqu'il affirme que tous les concepts ne sont pas logiquement connectés les uns aux autres. Il n'a pas du tout inclus des disciplines a priori telles que la logique et les mathématiques dans les groupes théoriques de physique, car elles ne peuvent pas être testées.

## Willard Van Orman Quine
Quine, en revanche, dans « Deux dogmes de l'empirisme », présente une version beaucoup plus forte de la sous-détermination en science. Son groupe théorique englobe toutes les connaissances humaines, y compris les mathématiques et la logique. Il considérait l’ensemble de la connaissance humaine comme une unité ayant une signification empirique. Par conséquent, toute notre connaissance, pour Quine, ne serait épistémologiquement pas différente des anciens dieux grecs, qui ont été posés pour rendre compte de l'expérience.
Quine croyait même que la logique et les mathématiques pouvaient également être révisées à la lumière de l'expérience et présentait la logique quantique comme preuve. Des années plus tard, il a rétracté cette position ; dans son livre Philosophie de la logique, il dit que réviser la logique reviendrait essentiellement à « changer de sujet ». En logique classique, les connecteurs sont définis selon des valeurs de vérité. Les connecteurs dans une logique multivaluée ont cependant une signification différente de celle de la logique classique. Quant à la logique quantique, ce n’est même pas une logique basée sur des valeurs de vérité, donc les connecteurs logiques perdent le sens originel de la logique classique. Quine note également que les logiques déviantes manquent généralement de la simplicité de la logique classique et ne sont pas aussi fructueuses.

## Lectures complémentaires
- Pierre Duhem (dir.), Philosophy of Science: The Central Issues, New York: Norton, 1998, 257–279 p., « Physical Theory and Experiment »
- Donald Gillies, Philosophy of Science in the Twentieth Century: Four Central Themes, Oxford: Blackwell, 1993
- Donald Gillies (dir.), Philosophy of Science: The Central Issues, New York: Norton, 1998, 302–319 p., « The Duhem Thesis and the Quine Thesis »
- W. V. Quine (dir.), Philosophy of Science: The Central Issues, New York: Norton, 1998, 280–301 p., « Two Dogmas of Empiricism »